# История призрака
«История призрака» (англ. A Ghost Story) — фэнтезийный драматический художественный фильм, написанный и срежиссированный Дэвидом Лоури с Кейси Аффлеком и Руни Марой в главных ролях.
Мировая премьера фильма состоялась 22 января 2017 года на кинофестивале «Сандэнс». В американский прокат картина вышла 7 июля 2017 года.

## Сюжет
Мужчина К (Кейси Аффлек) живёт со своей женой М (Руни Мара) в небольшом уединённом доме в Техасе. Они строят планы и планируют переезд, перед которым М прячет в щели в стене записку для самой себя, на случай если когда-либо вернётся в этот дом. Иногда в доме они слышат необъяснимый шум, а в одну из ночей их будит громкий звук резкого удара по клавишам пианино.
На следующее утро К погибает в автокатастрофе. После того, как жена опознаёт его тело в морге, муж становится «призраком», накрытым простынёй с прорезями для глаз. Перед ним оказывается тоннель со светом, но он не идёт в него, а возвращается домой. Дома он, будучи невидимым для всех, наблюдает за тем, как жена переживает его смерть. В окне соседнего дома он видит точно такого же призрака и они здороваются друг с другом.
Спустя время, жена начинает встречаться с другим мужчиной. Призрак в ответ на это начинает шуметь — бросает книги, моргает светом. Жена решает переехать из этого дома, как она и планировала до смерти мужа. Перед отъездом она оставляет в стене записку, которую призрак пытается достать, но у него ничего не выходит. Призрак же не может покинуть дом и остаётся в нём, наблюдая за новой семьёй, которая туда переезжает. Он всё больше учится взаимодействовать с реальным миром и дети чувствуют его присутствие в доме. Увидев на пианино фотографию счастливой семьи, призрак злится, бьёт посуду, бросает вещи, что вынуждает семью переехать. В соседнем доме продолжает жить другой призрак, которого тот периодически видит.
В доме сменяются жильцы и на одной из вечеринок, устроенной в доме очередными жильцами, мужчина рассказывает теорию о том, что у людей есть коллективная память и такие вещи, как симфонии Бетховена, никогда не будут забыты даже при крахе цивилизации, а также теорию большого сжатия, которая предполагает, что Вселенная в конце концов сколлапсирует в сингулярность.
Спустя годы дом приходит в запустение и всё это время призрак пытался вытащить из стены записку, оставленную женой. Едва ему это удаётся, его дом и соседний сносят бульдозеры. Призрак соседнего дома, стоя на развалинах дома, произносит: «Они не вернутся» и исчезает, оставив только пустую простыню. На месте дома строят небоскрёб, призрак осматривает пейзаж города будущего, поднимается на крышу и прыгает с неё.
Призрак находит себя на поляне, где семья поселенцев начинает строить дом, а маленькая девочка напевает песню, которую К когда-то написал для своей жены. Она пишет записку и прячет её под камнем фундамента дома. Спустя время семью убивают коренные американцы, а призрак наблюдает за гниющим телом девочки.
Спустя неизвестное количество времени дом построен и призрак видит самого себя. К, который, будучи живым, въезжает в этот дом вместе с М. Муж спрашивает риэлтора о пианино в доме, а риэлтор говорит, что «оно всегда было здесь». Призрак, видя их отношения с М со стороны, понимает, что они не были идеальными, К не хотел переезжать, но в ночь перед смертью согласился. Призрак шумит и пугает их, ударив по клавише пианино. Когда К погибает и жена уезжает в морг, по её возвращении в доме появляется ещё один призрак К, но он не видит первого. Первый призрак наблюдает за ними и снова пытается достать из стены записку — на этот раз ему это удаётся. Прочтя записку, призрак исчезает, оставив только пустую простынь.

## В ролях
- Руни Мара — М
- Кейси Аффлек — К
- Уилл Олдхэм — предсказатель, на вечеринке
- Роб Забрески — первопроходец
- Бри Грант — Клара
- Августин Фриззелл — жена Клары, которая пишет книгу
- Кеннейша Томпсон — доктор
- Гроувер Колсон — мужчина в инвалидной коляске
- Лиз Франке — Линда
- Барлоу Джейкобс — Каллер
- Ричард Краус — грузчик
- Дэггер Салазар — грузчик
- Соня Асеведо — Мария
- Карлос Бермудес — Карлос
- Кеша — призрак мёртвой девушки

## Съёмки
Картина была снята летом 2016 года в обстановке полной секретности.

## Критика
Фильм был высоко оценён кинокритиками. Так, на сайте Rotten Tomatoes он имеет рейтинг 91 % на основе 201 рецензий со средним баллом 7,9 из 10. На сайте Metacritic фильм имеет оценку 84 из 100 на основе 46 рецензий критиков, что соответствует статусу «всеобщее признание». В крупнейшей базе данных фильмов IMDb «История призрака» имеет средний рейтинг посетителей в 7,1 из 10 (11 644 голосов).

## Прокат
Мировая премьера фильма состоялась 22 января 2017 на кинофестивале Сандэнс. В США фильм вышел на большие экраны 7 июля 2017 года с возрастным ограничением R. В 4-х кинотеатрах Лос-Анджелеса и Нью-Йорка кассовые сборы за первый уик-энд проката фильма «История призрака» составили 108 067 $. Релиз картины на DVD и Blu-ray состоялся 3 октября 2017, на сайте iTunes картина стала доступной с 19 сентября 2017.